# گراندفورس پرتغال
گراندفورس پرتغال (انگلیسی: Groundforce Portugal) شرکت هوانوردی پرتغالی است، که در سال ۲۰۰۵ تأسیس شد.